# Martijn Hullegie
Martijn Hullegie (Amsterdam, 1 maart 1970) is een Nederlands filmregisseur en televisieregisseur.

## Levensloop

### Opleiding
Hullegie ging naar de Universiteit van Amsterdam en daarna naar de Amsterdamse Hogeschool voor de Kunsten. Vervolgens ging hij naar de Nederlandse Filmacademie in Amsterdam.

### Loopbaan
Hullegie regisseerde onder meer de programma's en films als De Club van Sinterklaas, Bibaboerderij, De Speelgoeddief, 
De Grote Onbekende en De Jacht Op het Kasteel. In 2019 regisseerde hij de film Perfect Cadeau.
Hullegie is als docent betrokken bij de Meisner Toneelacademie te 's-Hertogenbosch.

## Filmografie
- (1995) De betekenis van de nacht
- (1995) Eveline
- (1995) Igra Kolo
- (1996) Mijn moeder heeft ook een pistool
- (1997) Bennie
- (2001) Aangespoeld
- (2005) Het Zandkasteel
- (2007) Schrik
- (2007-2009) De Club van Sinterklaas
- (2008) Bibaboerderij
- (2011) Tijger
- (2011) All Inclusive
- (2012) Sesamstraat
- (2013) Het Zandkasteel
- (2015) Het Klokhuis
- (2016) Woezel & Pip: Overal vriendjes
- (2019) Perfect Cadeau